# 바비 디 시코
보비 디치코(Robert Leonard Dicicco, 1954년 6월 7일 ~ )는 미국의 배우이다.

## 영화
- 굴리스 4 (1994년)
- 나이트메어 시티 (1994, Killing Obsession)
- 코델 3 (1993년)
- 살인 인형 (1993, The Baby Doll Murders)
- 회색 전쟁 (1991년)
- 전쟁 투사 (1990년)
- 슈퍼네츄럴스 (1986년)
- 필라델피아 특명 (1984년)
- 스플래쉬 (1984년) - 제리 역
- 뉴욕의 사랑 (1982년)
- 지옥의 영웅들 (1980년)
- 1941 (1979년)